# Psamatodes lucidiferata
Psamatodes lucidiferata là một loài bướm đêm trong họ Geometridae.